# أولد بروكفيل (نيويورك)
أولد بروكفيل (بالإنجليزية: Old Brookville, New York)‏ هي منطقة سكنية تقع في الولايات المتحدة في مقاطعة ناسو، نيويورك. يقدر عدد سكانها بـ 2,134 نسمة ومساحتها 10.3 كم2 وترتفع عن سطح البحر 29 متر.

## التركيبة السكانية
حدّد مكتب تعداد الولايات المتحدة بيانات التركيبة السكانية لأولد بروكفيل في تعداد الولايات المتحدة. في ما يلي، التركيبة السكانية حسب تعدادي 2000 و2010.

### تعداد عام 2000
بلغ عدد سكان أولد بروكفيل 2,167 نسمة بحسب تعداد عام 2000، وبلغ عدد الأسر 722 أسرة وعدد العائلات 618 عائلة مقيمة في القرية. في حين سجلت الكثافة السكانية 210 نسمة لكل كيلومتر مربع (543.9/ميل2). وبلغ عدد الوحدات السكنية 760 وحدة بمتوسط كثافة قدره 73.6 لكل كيلومتر مربع (190.6/ميل2).
وتوزع التركيب العرقي للقرية بنسبة 89.20% من البيض و1.43% من الأمريكيين الأفارقة و7.34% من الأمريكيين ذوي الأصول الآسيوية و0.55% من الأعراق الأخرى و1.48% من عرقين مختلطين أو أكثر و2.03% من الهسبانيون أو اللاتينيون من أي عرق.
بلغ عدد الأسر 722 أسرة كانت نسبة 38.6% منها لديها أطفال تحت سن الثامنة عشر تعيش معهم، وبلغت نسبة الأزواج القاطنين مع بعضهم البعض 76.6% من أصل المجموع الكلي للأسر، ونسبة 7.3% من الأسر كان لديها معيلات من الإناث دون وجود شريك، بينما كانت نسبة 1.7% من الأسر لديها معيلون من الذكور دون وجود شريكة وكانت نسبة 14.4% من غير العائلات. تألفت نسبة 11.2% من أصل جميع الأسر من عدة أفراد يعيشون في نفس المنزل ونسبة 6% كانت تتألف من شخص يعيش بمفرده يبلغ من العمر 65 عاماً أو أكثر. وبلغ متوسط حجم الأسرة المعيشية 3.00، أما متوسط حجم العائلات فبلغ 3.22.
بلغ العمر الوسطي للسكان 42.6 عاماً. وكانت نسبة 25.4% من القاطنين تحت سن الثامنة عشر، وكانت نسبة 5.5% بين الثامنة عشر والرابعة والعشرين عاماً، ونسبة 23.1% كانت واقعةً في الفئة العمرية ما بين الخامسة والعشرين والرابعة والأربعين عاماً، ونسبة 30.5% كانت ما بين الخامسة والأربعين والرابعة والستين، ونسبة 15.6% كانت ضمن فئة الخامسة والستين عاماً فما فوق. يوجد لكل 100 أنثى 97.7 ذكر، ويوجد لكل 100 أنثى في الثامنة عشر من عمرها فما فوق 91.8 ذكر.
بلغ متوسط دخل الأسرة في القرية 133,192 دولارًا، أما متوسط دخل العائلة فبلغ 155,731 دولارًا. وكان متوسط دخل الذكور 88,562 دولارًا مقابل 52,625 دولارًا للإناث. وسجل دخل الفرد الخاص بالقرية 77,874 دولارًا. وكانت نسبة 2.3% من العائلات ونسبة 2.4% من السكان تحت خط الفقر، وكان من هؤلاء نسبة 2% تحت سن الثامنة عشر ونسبة 1.7% في الخامسة والستين من العمر وما فوق.

### تعداد عام 2010
بلغ عدد سكان أولد بروكفيل 2,134 نسمة بحسب تعداد عام 2010، وبلغ عدد الأسر 669 أسرة وعدد العائلات 576 عائلة مقيمة في القرية. في حين سجلت الكثافة السكانية 206.8 نسمة لكل كيلومتر مربع (535.6/ميل2). وبلغ عدد الوحدات السكنية 720 وحدة بمتوسط كثافة قدره 69.8 لكل كيلومتر مربع (180.8/ميل2).
وتوزع التركيب العرقي للقرية بنسبة 82.94% من البيض و1.97% من الأمريكيين الأفارقة و11.25% من الأمريكيين ذوي الأصول الآسيوية و1.97% من الأعراق الأخرى و1.87% من عرقين مختلطين أو أكثر و5.72% من الهسبانيون أو اللاتينيون من أي عرق.
بلغ عدد الأسر 669 أسرة كانت نسبة 39.5% منها لديها أطفال تحت سن الثامنة عشر تعيش معهم، وبلغت نسبة الأزواج القاطنين مع بعضهم البعض 77.3% من أصل المجموع الكلي للأسر، ونسبة 5.4% من الأسر كان لديها معيلات من الإناث دون وجود شريك، بينما كانت نسبة 3.4% من الأسر لديها معيلون من الذكور دون وجود شريكة وكانت نسبة 13.9% من غير العائلات. تألفت نسبة 10.2% من أصل جميع الأسر من عدة أفراد يعيشون في نفس المنزل ونسبة 5.1% كانت تتألف من شخص يعيش بمفرده يبلغ من العمر 65 عاماً أو أكثر. وبلغ متوسط حجم الأسرة المعيشية 3.19، أما متوسط حجم العائلات فبلغ 3.40.
بلغ العمر الوسطي للسكان 45.2 عاماً. وكانت نسبة 27.1% من القاطنين تحت سن الثامنة عشر، وكانت نسبة 4.8% بين الثامنة عشر والرابعة والعشرين عاماً، ونسبة 17.9% كانت واقعةً في الفئة العمرية ما بين الخامسة والعشرين والرابعة والأربعين عاماً، ونسبة 32.9% كانت ما بين الخامسة والأربعين والرابعة والستين، ونسبة 17.3% كانت ضمن فئة الخامسة والستين عاماً فما فوق. وتوزع التركيب الجنسي للسكان بنسبة 50.6% ذكور و49.4% إناث.